# Gutleuthofkapelle

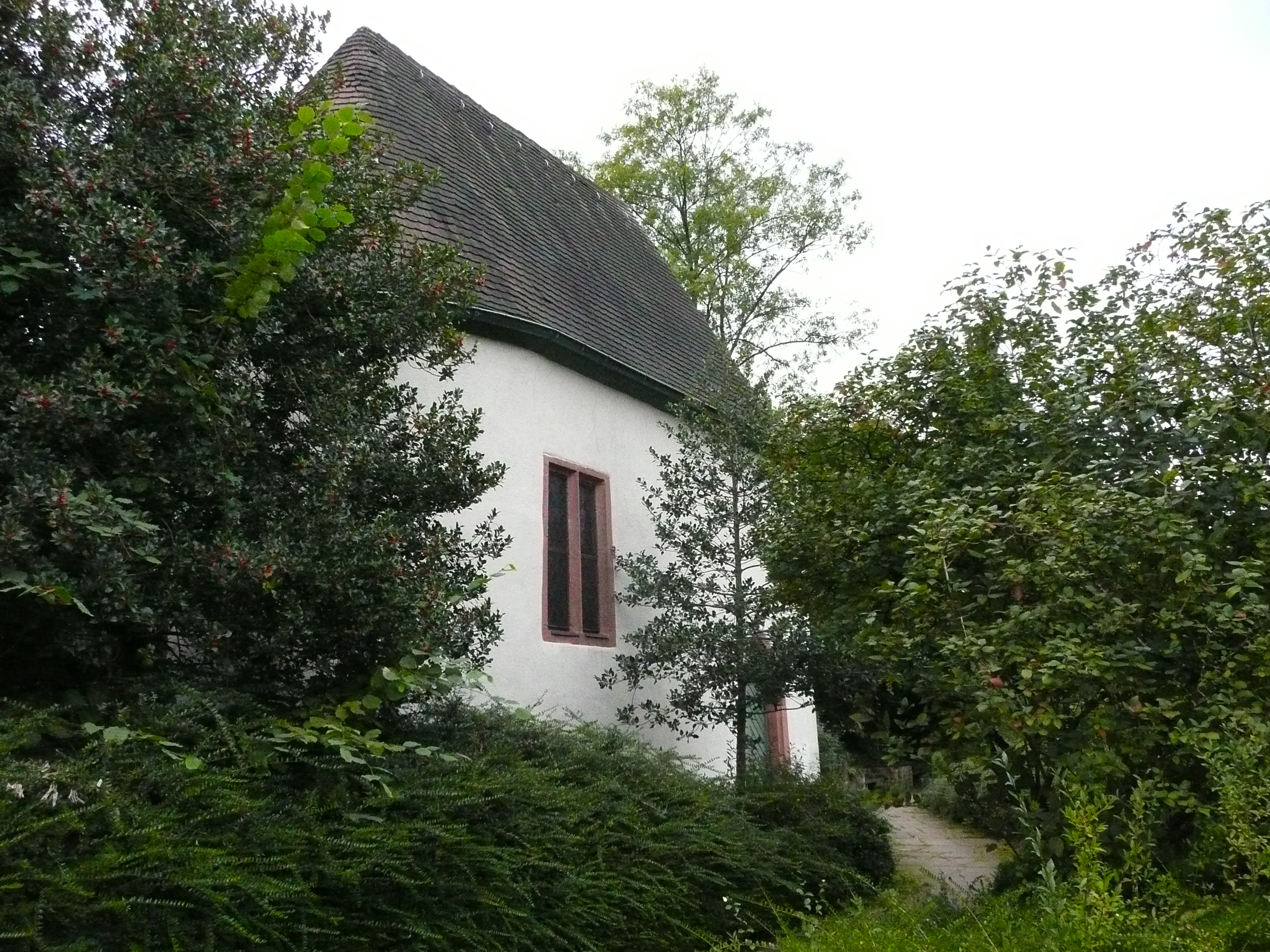
Gutleuthofkapelle von Osten

Die Gutleuthofkapelle oder St.-Laurentius-Kapelle ist eine in der Nähe des südlichen Neckarufers gelegene gotische Kapelle aus dem 15. Jahrhundert im Heidelberger Stadtteil Schlierbach. Sie steht unter Denkmalschutz.

## Geschichte
Die Kapelle wurde von Pfalzgraf Ludwig III. 1430 für das Siechenhaus für Aussätzige (Gutleuthaus) gestiftet. 1741 wurde das Gutleuthaus, das zuletzt als Elendsherberge für Fremde in der Stadt diente, in ein Gasthaus umgewandelt. Die Kapelle diente der Schlierbacher Bevölkerung als Kirchenraum und Friedhofskapelle. 1861 wurde die Gutleuthofkapelle vom alten Friedhof Schlierbach durch den Bau der Neckartalbahn getrennt und verlor so die Funktion einer Friedhofskapelle. Ein Brand im Jahr 1880 zerstörte das Gutleuthaus vollständig, lediglich an der Westfassade der Kapelle sind noch Spuren der Bebauung zu erkennen. Nach dem Bau der Schlierbacher Pfarrkirchen Anfang des 20. Jahrhunderts hatte die Gutleuthofkapelle ihre Funktion als Kirchenraum für beide Konfessionen verloren. 1921 wurden mittelalterliche Fresken entdeckt und 1941 freigelegt.

## Beschreibung

### Äußeres
Die Gutleuthofkapelle ist ein rechteckiger Bruchsteinbau mit halbkreisförmiger Apsis im Osten und steilem Satteldach. Ein dreigeteiltes Fenster in der Apsis und zwei zweigeteilte Fenster in der Nord- und Südwand beleuchten den Kirchenraum, der durch eine Spitzbogentür am Westende der Nordwand betreten wird.

### Innenraum

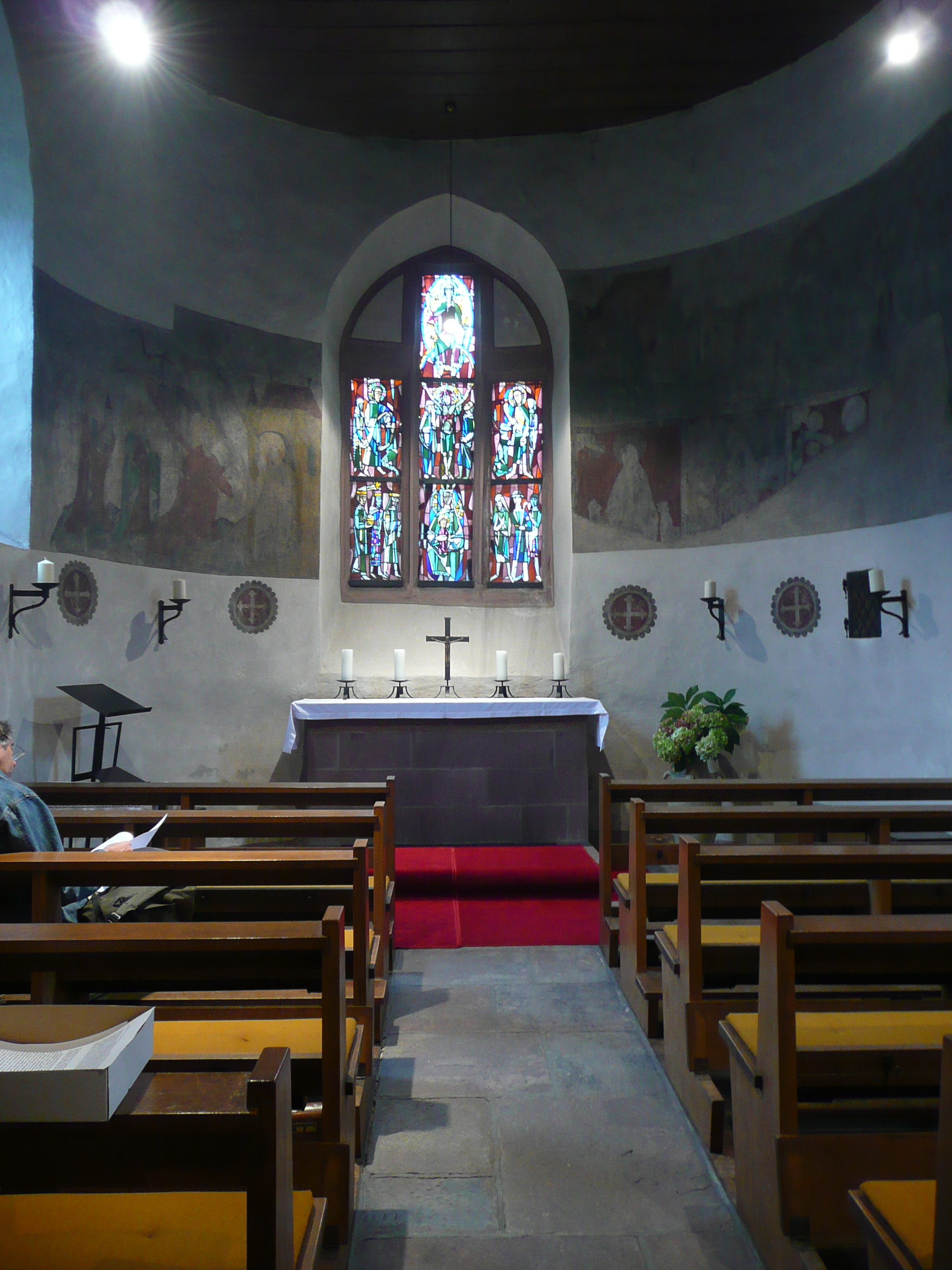
Apsis der Gutleuthofkapelle

Der einschiffige Raum ist mit einer Holzdecke versehen. An der Westseite befindet sich eine hölzerne Empore, die früher vom ehemaligen Siechenhaus zugänglich war. In der Apsis befindet sich ein blockförmiger Altar, an der Südwand eine Sakramentsnische.
Das Fenster in der Apsis von Valentin Feuerstein aus dem Jahr 1958 zeigt Szenen aus dem Leben Jesu: Im unteren Bereich Anbetung des Kindes, in der Mitte im Zentrum die Kreuzigung, links davon eine Heilungsszene und rechts der Ungläubige Thomas, ganz oben Christus auf dem Thron. Das gut erkennbare Fresko links des Fensters zeigt die heilige Barbara, die heilige Margareta von Ungarn und Mariä Verkündigung. Im unteren Teil der Wände sind insgesamt zehn Weihekreuze zu finden.

## Nutzung
In der Gutleuthofkapelle finden gelegentlich Gottesdienste statt. Sonntags ist die Kapelle zur Andacht geöffnet.